# Injuriosus
Injuriosus (VI wiek) – biskup Tours od 529 do 546. Zaprotestował, gdy Chlotar I chciał obciążyć kościelne majątki wyższymi podatkami; pod wpływem protestu Injuriosusa król ugiął się.